# Un homme et une femme (lied)
"Un homme et une femme" is een lied uit 1966 van Nicole Croisille en Pierre Barouh. Het nummer met tekst van Pierre Barouh op muziek van Francis Lai kwam uit de gelijknamige film Un homme et une femme van Claude Lelouch.
Het nummer werd vooral bekend door de tekst "Da ba da ba da, ba da ba da ba" en een melodie geïnspireerd door Braziliaanse muziek. Het nummer werd genomineerd in de categorie Beste Filmsong op de Golden Globe Awards van 1966.

## Covers
Het nummer werd onder meer gecoverd door Mireille Mathieu.
Een Engelstalige versie "A man and a woman" werd vertolkt door onder anderen Andy Williams en Engelbert Humperdinck.

## Hitnoteringen
| Positie | 41 | uit |